# 克氏菱牙鮨
克氏菱牙鮨，又稱克氏菱齒花鮨為輻鰭魚綱鱸形目鱸亞目鮨科的其中一種，分布於西南太平洋的豪勳爵島海域，棲息深度約55公尺，體長可達47公分，為底棲性魚類，屬肉食性，生活習性不明。